# Hopsford
Hopsford – osada w Anglii, w Warwickshire, w dystrykcie Rugby, w civil parish Withybrook. W 1870-72 osada liczyła 48 mieszkańców. Hopsford jest wspomniana w Domesday Book (1086) jako Apleford.